# Rieger Orgelbau

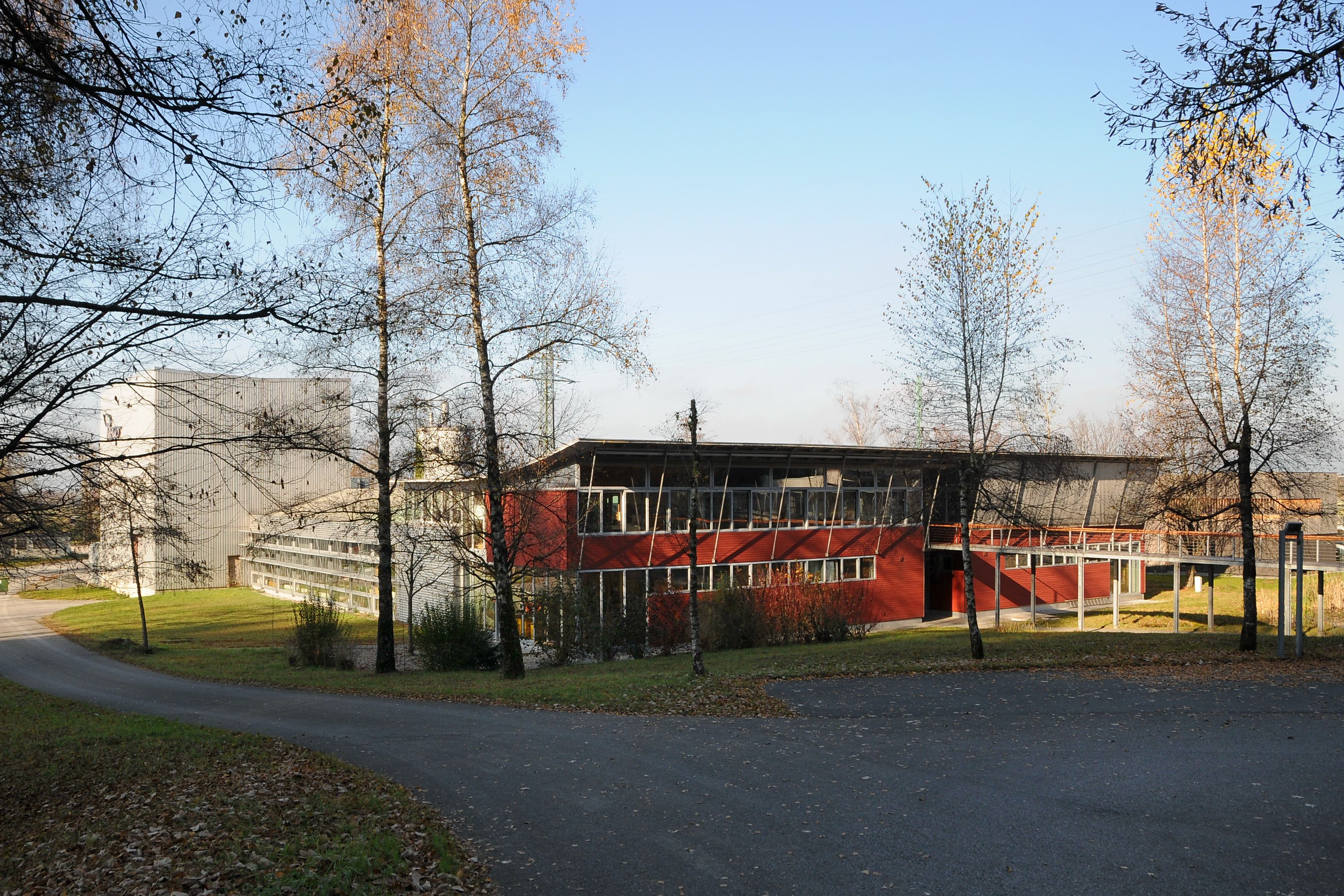
Produktions- und Verwaltungsgebäude in Schwarzach

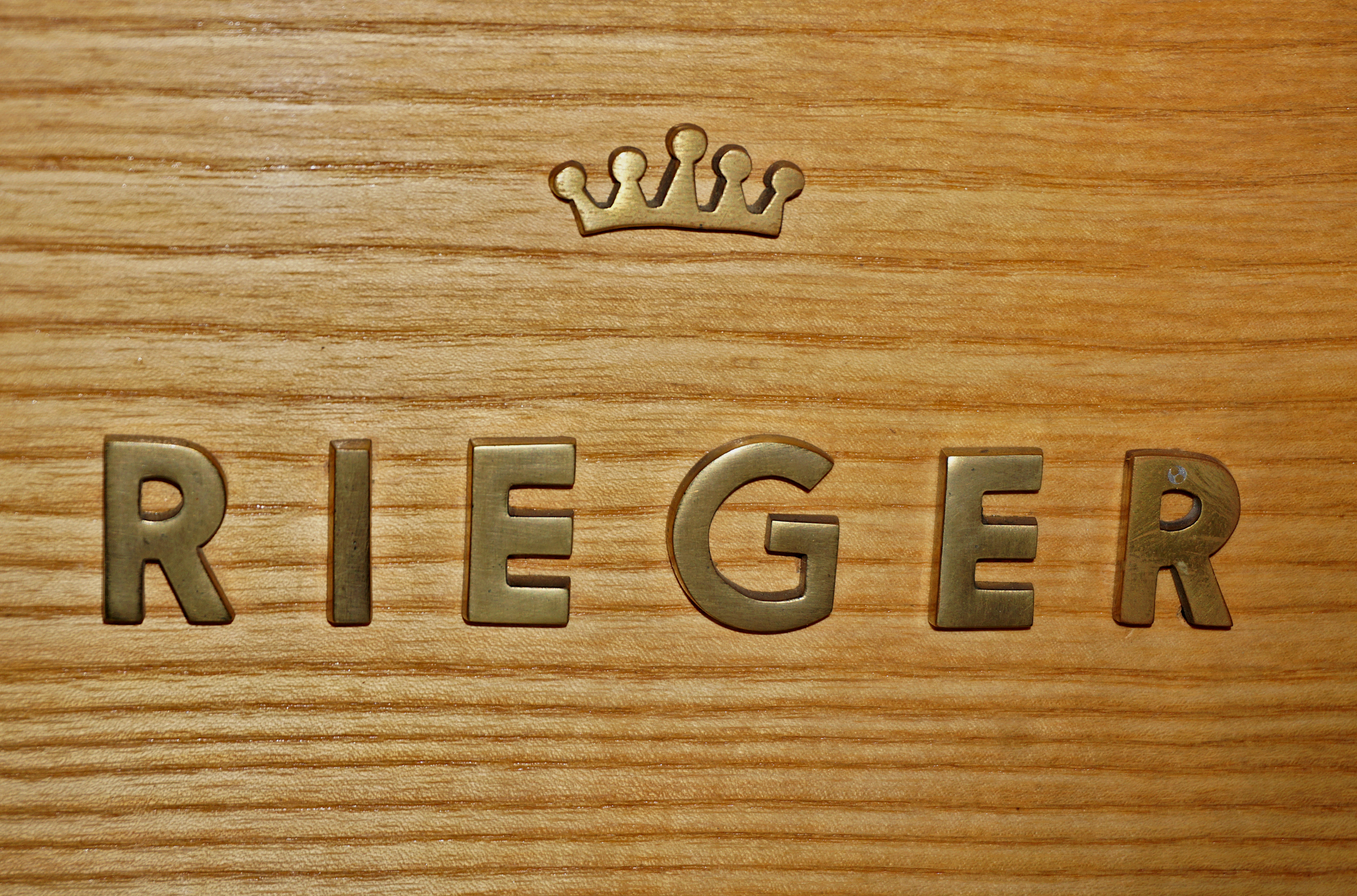
Moderne Ausgabe des Logos

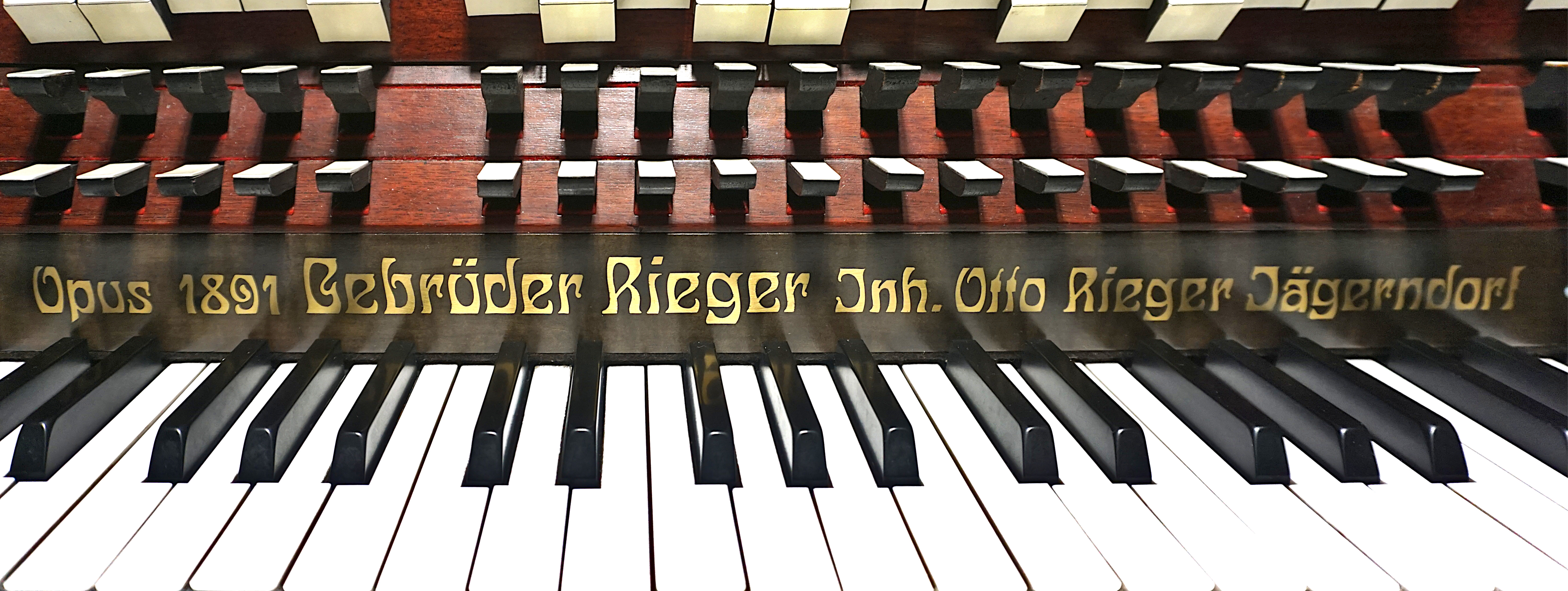
Firmenmarke in Schönwald bei Gleiwitz/OS

Rieger Orgelbau ist eine österreichische Orgelbaufirma, die auf das 1845 in Jägerndorf (Österreichisch-Schlesien) von Franz Rieger gegründete Unternehmen zurückgeht. Seit der Vertreibung der Inhaber aus der Tschechoslowakei 1946 hat sie ihren Sitz in Schwarzach in Vorarlberg. Im alten Werk in Krnov (Jägerndorf) wurde das tschechoslowakische Unternehmen Rieger-Kloss gegründet, das ebenfalls Orgeln bis zur Betriebseinstellung im Jahr 2015 fertigte.

## Geschichte

### Franz Rieger

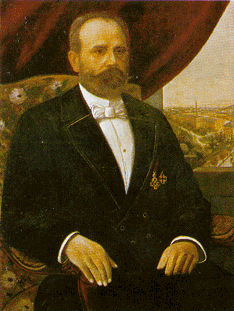
Franz Rieger

Franz Rieger (1812–1885) lernte den Orgelbau bei Ignaz Seyberth in Wien. Seit etwa 1841 baute er Orgeln im Raum Jägerndorf. 1844 gründete er dort eine eigene Werkstatt und schuf 1845 sein Opus 1 für die dortige Burgbergkirche mit 20 Registern, zwei Manualen und Pedal. Er baute mechanische Orgeln mit Schleifladen. Insgesamt waren es etwa 32 in Österreichisch-Schlesien, Böhmen und Mähren.

### Otto Anton und Gustav Rieger

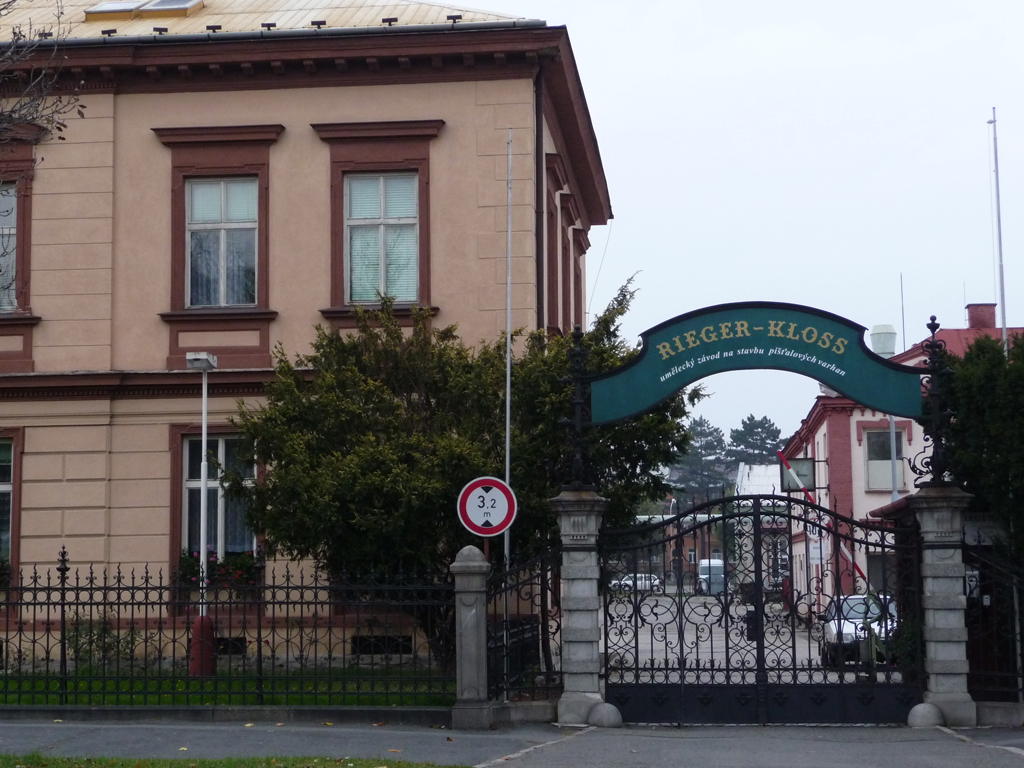
Firmengebäude in Jägerndorf, heute Krnov

Seine Söhne Otto Anton Rieger (* 3. März 1847 in Jägerndorf; † 12. Dezember 1903 ebenda) und Gustav Rieger (* 1. August 1848 in Jägerndorf; † 20. Juni 1920 in Wien) lernten zunächst beim Vater, dann bei Franz Ullmann in Wien und Balthasar Schlimbach in Würzburg. 1873 übernahmen sie die Werkstatt als Franz Rieger & Söhne. Die Opuszählung begann wieder neu. Mit ihrer ersten Orgel gewannen sie 1873 die Fortschrittsmedaille bei der Weltausstellung in Wien. Es folgten Aufträge in Wien (1874), Ungarn (1875) und Norwegen (1876). 1878 erhielten sie auf der Weltausstellung in Paris die Goldmedaille für zwei Salonorgeln.
1879 bauten sie eine neue größere Fabrik und änderten sie die Firmierung in Gebrüder Rieger. Sie stiegen auf die mechanische Kegellade um, entwickelten Extensionen und bauten ab 1898 pneumatische Kegelladen. Sie bauten Orgeln bis nach Gibraltar, Istanbul, Jerusalem und Rom. 1890 wurde eine Filiale in Budapest eröffnet, in der etwa 600 Orgelneubauten und -umbauten entstanden.

Werbung der Gebrüder Rieger (1903)

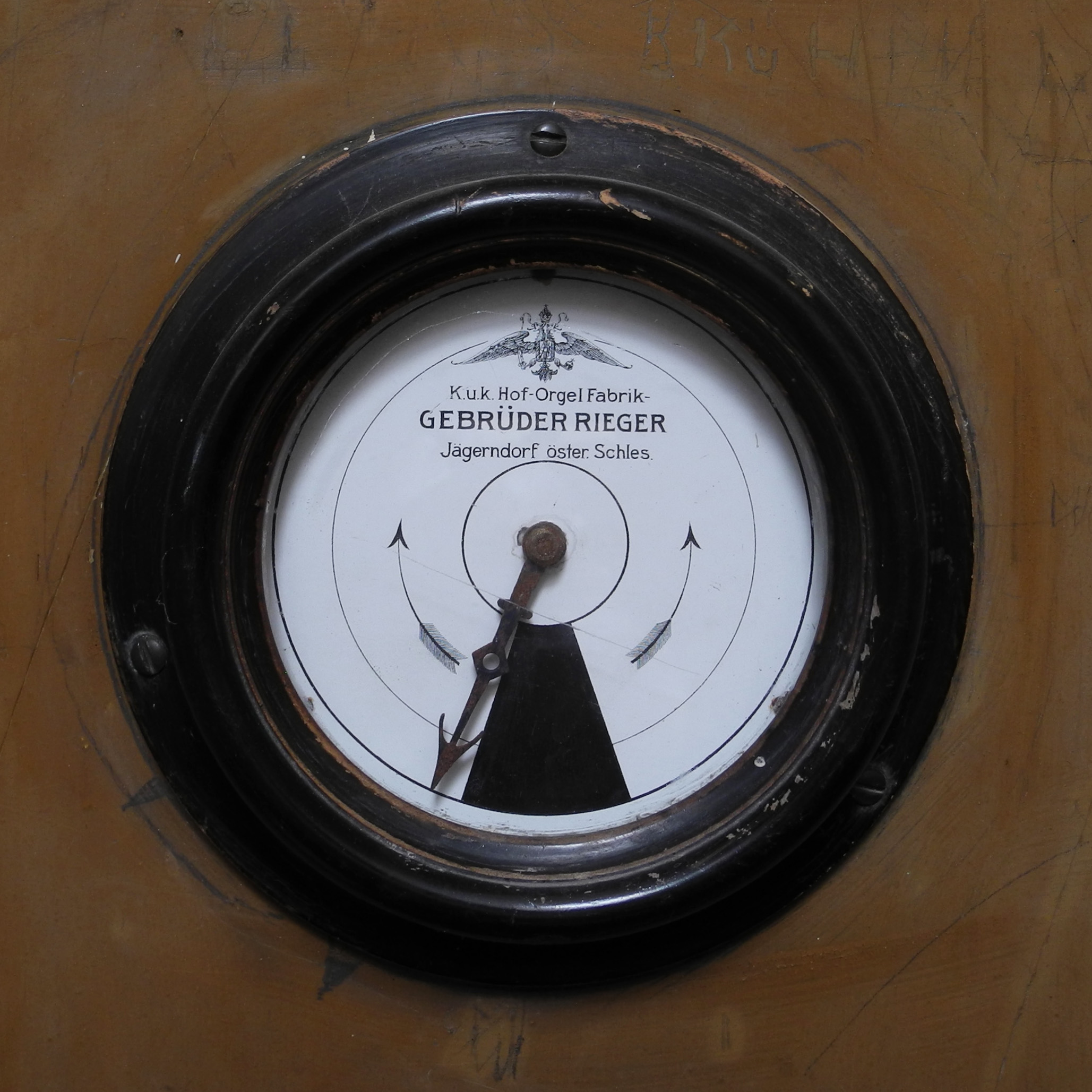
Windanzeiger an der Rieger-Orgel in der Martinskirche in Liebeschitz

Die Gebrüder Rieger in einer Huldigung der k.u.k. Hof- und Kammerlieferanten zum Thronjubiläum 1908

Otto und Gustav Rieger wurden 1896 zu k.u.k. Hoflieferanten ernannt, außerdem wurden sie 1899 zu Rittern des Franz-Joseph-Ordens geschlagen, Otto Rieger auch zum Ritter des St. Gregor-Ordens. Um die Jahrhundertwende arbeiteten an die 200 Mitarbeiter im Betrieb, es gab eine Arbeitersiedlung und eine eigene Krankenkasse.
In diesem Zeitraum begann das Unternehmen, ein Programm von 25 Kleinorgeln, zwischen zwei und zwölf Stimmen, ab acht Stimmen auch auf zwei Manualen, zu entwickeln, als Alternative zum billigeren Harmonium. Bis 1903 wurden 1306 Orgeln neu gebaut oder umgebaut (Opuszahl).

### Otto Rieger
Otto Rieger (* 22. Mai 1880 in Jägerndorf; † 28. März 1920 ebenda) war ein Sohn von Otto Anton Rieger. Er lernte beim Vater und übernahm 1903 nach dessen Tod die Firma. Gustav Rieger zog sich in den Ruhestand zurück. Unter Otto Rieger II. entwickelte sich das Unternehmen zur größten Orgelbaufirma in Österreich. Nach Quoika wurden zwischen 1904 und 1913 jährlich etwa 100 Orgeln gebaut.

### Josef von Glatter-Götz
Josef von Glatter-Götz (* 17. November 1880 in Wien, † 23. Februar 1948 in Schwarzach), ein Schulfreund von Otto Rieger, übernahm nach Ottos Tod 1920 die Leitung und kaufte 1924 das Unternehmen, nachdem er die Meisterprüfung im Orgelbau abgelegt hatte. 1925 konnte die Produktion, bei einer Belegschaft von 100 Mitarbeitern, wieder gänzlich aufgenommen werden.
Josef von Glatter-Götz hatte in den 1930er-Jahren in Mocker bei Leobschütz einen Zweigbetrieb gegründet. In diesen Jahren war Bewegung in die Orgelbaukunst gekommen, die damit verbundene Vielfalt fand ihren Niederschlag auch im Hause Rieger.
1936 stiegen Josef von Glatter-Götz' Söhne Egon (* 24. Juni 1911 in Wien; † 8. September 1940) und Josef jun. (* 15. Dezember 1914 in Wien; † 1. Mai 1989 in Schwarzach) als Teilhaber in den Betrieb ein. Während sich Josef von Glatter-Götz vor allem mit der Technik befasste, hatte sein Bruder das Augenmerk auf die klangliche und künstlerische Gestaltung der Instrumente gelegt.
1938/1939 fielen dem Rieger-Unternehmen 66 % des großdeutschen Gesamtexportes zu. 1939 waren 340 Mitarbeiter angestellt. Orgeln wurden in großer Stückzahl ins Baltikum, nach Skandinavien, Südamerika, Südafrika, China und Palästina geliefert.
Egon von Glatter-Götz fiel 1940 als Soldat im Zweiten Weltkrieg. In den Kriegsjahren 1943 bis 1945 war der Bau von Orgeln untersagt, das Unternehmen musste stattdessen Munitionskisten bauen.

### Schwarzach
1945 verließ Josef von Glatter-Götz jun. mit einigen Mitarbeitern im Zuge der Vertreibung der Deutschen aus der Tschechoslowakei Jägerndorf und ließ sich in Schwarzach im Vorarlberg nieder. Der Stammbetrieb in Jägerndorf wurde 1948 aufgrund der Beneš-Dekrete verstaatlicht und 1950 wurde dort das tschechoslowakische Staatsunternehmen Rieger-Kloss gegründet. Das Werk in Budapest wurde ebenfalls enteignet und verstaatlicht.
Schon kurz vor dem Zweiten Weltkrieg hatte die Orgelbaufirma Anton Behmann aus Schwarzach ein Kooperationsangebot an Rieger gerichtet. Deshalb pachtete Josef Glatter-Götz 1946 die Werkstätten in Schwarzach und gründete dort das Unternehmen neu. Unter schwierigsten Verhältnissen hielt man sich mit dem Bau von Handwebstühlen und Fenstern sowie dem Betrieb einer Sauna über Wasser.
1950 gelang der Sprung über den Atlantik, wo auf der Weltausstellung Chicago ein Positiv mit sechs Registern ausgestellt und anschließend verkauft wurde. Mit der Entwicklung einer Serie von Kleinorgeln schaffte man in den Nachkriegsjahren den Durchbruch. Zum Erfolg haben auch die wesentlichen technischen Verbesserungen der Schleifladenorgeln beigetragen, die Josef Glatter-Götz eingeführt hat.
Mitte 1969 trat der älteste Sohn von Josef von Glatter-Götz jun. Caspar Glatter-Götz (* 1. März 1945 in Boltenhagen) als Betriebsleiter in die Firma ein. Unter seiner Führung wurden 1972 ein neues Betriebsgebäude gebaut und bedeutende Qualitätsverbesserungen, im Besonderen an der mechanischen Traktur durchgeführt. Der jüngste Sohn Christoph Glatter-Götz (* 9. Dezember 1951 in Dornbirn) kam 1977 in die Firma und übernahm den Orgelverkauf von seinem Vater Josef. Ebenfalls 1977 trat der mittlere Sohn Raimund Glatter-Götz (* 1. Januar 1948; † 16. März 2013 in Schwarzach) in die Firma ein und widmete sich der Orgelgestaltung. Seine künstlerische Tätigkeit prägte den Stil der Firma bis zu seinem Tod. 1980 trat Josef Glatter-Götz in den Ruhestand und übergab den Betrieb seinen Söhnen. Die Umwandlung in eine GmbH & Co. KG erfolgte 1984. 1993 verließ Caspar Glatter-Götz das Unternehmen und gründete in Owingen in Baden-Württemberg seinen eigenen Betrieb Glatter-Götz Orgelbau. Wendelin Eberle (* 8. Juli 1963) übernahm seine Position als Betriebsleiter. Nach dem gesundheitsbedingten Austritt von Christoph Glatter-Götz 2003 übernahm Wendelin Eberle seinen Posten und kurz darauf die gesamte Firma. Heute betreibt Rieger unter anderem ein Projekt, in dem Behinderten eine Ausbildung auf dem Gebiet der Herstellung von Klaviaturen und Mechanikteilen ermöglicht wird.
1988 erhielt das Unternehmen das Recht, das Staatswappen im Geschäftsverkehr zu führen.
2017 bis 2020 baute die Firma die Orgel des Wiener Stephansdomes, die größte Orgel Österreichs, unter Beibehaltung des Prospekts und etwa 50 % der Register der 1960 von Kauffmann errichteten Vorgängerorgel neu auf, und koppelte sie mit der 1991 von Rieger errichteten Domorgel.
Die im Oktober 2011 eingeweihte Rieger-Orgel der Jesuitenkirche St. Michael in München (Reorganisation einer Sandtner-Orgel von 1983) mit 4 Manualen und 75 Registern zeigt jedoch wieder eine starke Betonung der 8′-Lage, auch im neu zugebauten Schwellwerk deutsch-romantischer Ausprägung.

## Charakteristik der Rieger-Orgeln
Anfangs baute Rieger typisch deutsch-romantische Orgeln, allerdings sind wenige Originaldispositionen überliefert, daher kann man über den frühen Stil Riegers wenig sagen. Viele von ihnen wurden später verändert und sind daher nicht original erhalten. Anfang des 19. Jahrhunderts kam Rieger mit vergleichsweise wenigen 8′-Registern aus, besetzte die Schwellwerke im Gegensatz zur deutsch-romantischen Orgel großzügig und mit vielen Zungen. Nach dem Zweiten Weltkrieg arbeitete die neue Firma in Schwarzach unter schwersten finanziellen Bedingungen. Sie konnte es sich daher nicht leisten, einen eigenen Stil zu entwickeln, also zog sie mit den deutschen Firmen und baute in großem Ausmaß neu-barocke Instrumente. Doch bereits ab 1965, früher als bei jeder anderen Firma, traten die ersten typisch romantischen Schwebungen in den Schwellwerken auf, was sich mit der Zeit immer weiter häufte, die Zahl der 8′-Register in den anderen Werken blieb aber klein. Als in den 1970ern das Interesse an den französischen Orgeln stieg, ging Rieger sofort den neuen Weg, baute mehr 8′-Register und starke, französische Bombarden im Pedal (selbst an kleineren Orgeln), statt der sonst üblichen Posaunen. Die Verwendung von 8′-Registern ist bis heute vergleichsweise gering, mehr als vier findet man meist nur im Schwellwerk. Der Stil änderte sich mit der Übernahme durch Eberle noch einmal, die von Christoph Glatter-Götz häufig gebauten Bombarden wurden seltener, genau wie die 8′-Register.

## Werke (Auswahl)
Die Liste von Rieger-Orgeln verzeichnet eine umfangreiche Auswahl an Orgelneubauten.
Kursivschreibung zeigt an, dass die Orgel nicht mehr oder nur noch der Prospekt erhalten ist. In der sechsten Spalte bezeichnet die römische Zahl die Anzahl der Manuale, ein großes „P“ ein selbstständiges Pedal. Die arabische Zahl gibt die Anzahl der klingenden Register an. Die letzte Spalte bietet Angaben zum Erhaltungszustand und zu Besonderheiten sowie Links mit weiterführender Information.
Gebrüder Rieger, Jägerndorf:
| Jahr | Ort                             | Gebäude                                 | Bild | Manuale | Register | Bemerkungen                                                               |
| ---- | ------------------------------- | --------------------------------------- | ---- | ------- | -------- | ------------------------------------------------------------------------- |
| 1886 | Olmütz                          | Wenzelsdom                              |      | III/P   | 50       | mechanische Schleifladen mit Barkerhebel                                  |
| 1892 | Maisbirbaum                     | Pfarrkirche Maisbirbaum                 |      | I/P     | 6 (4)    | [ 14 ]                                                                    |
| 1903 | Reichenau (Kärnten)             | Pfarrkirche St. Martin                  |      | I/P     | 7        |                                                                           |
| 1905 | Wien-Döbling                    | Karmelitenkloster Döbling               |      | II/P    | 30       |                                                                           |
| 1909 | Budapest                        | Matthiaskirche                          |      | V/P     | 86       |                                                                           |
| 1913 | Wien                            | Wiener Konzerthaus                      |      | V/P     | 116      | Orgel mit nicht sichtbarem Prospekt im Großen Saal                        |
| 1915 | Salzburg                        | Großer Saal Mozarteum                   |      | IV/P    | 80       | Gehäuse erhalten, Propter Homines Orgel, seit 2010 Orgel von Hermann Eule |
| 1916 | Berndorf (Niederösterreich)     | Pfarrkirche Berndorf (Niederösterreich) |      | II/P    | 25       |                                                                           |
| 1916 | Dobersdorf                      | Pfarrkirche Dobersdorf                  |      | I/P     | 9        |                                                                           |
| 1919 | Wien-Simmering                  | Neusimmeringer Pfarrkirche              |      | III/P   | 46       | [ 17 ]                                                                    |
| 1927 | Pressburg/SK                    | Jesuitenkirche                          |      | III/P   | 48       |                                                                           |
| 1927 | Nickischschacht (Oberschlesien) | St. Anna                                |      | III/P   | 75       |                                                                           |
| 1932 | Zams                            | Pfarrkirche Zams                        |      | II/P    | 21       | nicht erhalten, Orgel aus 2005 von Orgelbau Pirchner                      |
| 1933 | Groß Kottorz (Oberschlesien)    | Pfarrkirche Hl. Erzengel Michael        |      | II/P    | 15       | Opus 2608                                                                 |
| 1940 | Wien-Leopoldstadt               | Franz-von-Assisi-Kirche (Wien)          |      | III/P   | 56       | [ 18 ]                                                                    |

Rieger Orgelbau:
| Jahr | Ort                | Gebäude                                    | Bild | Manuale | Register | Bemerkungen |
| ---- | ------------------ | ------------------------------------------ | ---- | ------- | -------- | --- |
| 1983 | Graz               | Mariahilferkirche                          |      | II/P    | 25       | → Rieger Orgelbau: Pfarrkirche Mariahilf Graz (AT) 1983 |
| 1989 | Hongkong           | Hong Kong Cultural Centre                  |      | IV/P    | 93       | → Orgel in Hong Kong Cultural Centre |
| 1991 | Wien               | Stephansdom                                |      | IV/P    | 55       | |
| 1994 | Dortmund-Nordstadt | Evangelische Pauluskirche                  |      | II/P    | 28       | → Orgel |
| 1996 | Fulda              | Fuldaer Dom                                |      | IV/P    | 72       | → Orgel |
| 2000 | Kulmbach           | Petrikirche                                |      | III/P   | 50       | |
| 2002 | Paris              | Conservatoire National Supérieur           |      | III/P   | 53       | |
| 2003 | Lockenhaus         | Pfarrkirche Lockenhaus                     |      | II/P    | 35       | Größte Orgel Burgenlands; Neubau unter teilweiser Verwendung des Gehäuses der Vorgängerorgel. |
| 2004 | Essen              | Essener Münster                            |      | IV/P    | 69       | Hauptorgel des Essener Münsters (inklusive Auxiliarwerk) → Orgel |
| 2009 | Regensburg         | Regensburger Dom                           |      | IV/P    | 80       | Hauptorgel des Domes, hängt an vier Stahlseilen vor der Nordwand des nördlichen Querschiffes, mit ca. 37 t Gewicht größte hängende Orgel der Welt → Orgel |
| 2010 | Baku               | Erlöserkirche                              |      | III/P   | 42       | Beim Bau wurden große Teile des Pfeifenwerks der 1989 von der Firma Rieger-Kloss erbauten Vorgängerorgel der Kirche verwendet. |
| 2012 | Wien               | Wiener Musikverein                         |      | IV/P    | 86       | |
| 2012 | Bratislava         | Slowakische Philharmonie                   |      | III/P   | 66       | |
| 2014 | Jerusalem          | Getsemani                                  |      | II/P    | 13       | Kirche aller Nationen in Ghetsemani |
| 2014 | Jerusalem          | Grabeskirche                               |      | II/P    | 15       | |
| 2015 | Łódź               | Filharmonia Łódzka                         |      | IV/P    | 66       | |
| 2015 | Paris              | Philharmonie de Paris                      |      | IV/P    | 91       | → Orgel |
| 2017 | Kassel             | Martinskirche                              |      | IV/P    | 77       | sowie Experimentalorgel (II/8); viertes Manual teilweise mit Vierteltonteilung → Orgeln |
| 2017 | Gulangyu           | Orgelmuseum Gulangyu                       |      | IV/P    | 132      | |
| 2018 | Krakau             | Marienbasilika (Krakau)                    |      | II/P    | 14       | Chororgel der Marienbasilika und Bischofskirche |
| 2018 | Hallein            | Pfarrkirche Hallein                        |      | II/P    | 30       | Gehäuse angefertigt vom Halleiner Tischler Jacob Daigl (1704) für eine Orgel, die wahrscheinlich Christoph Egedacher geschaffen hatte. |
| 2018 | Linz               | Brucknerhaus                               |      | III/P   | 53       | |
| 2021 | Krakau             | Marienbasilika (Krakau)                    |      | IV/P    | 62       | Hauptorgel der Marienbasilika und Bischofskirche |
| 2022 | Luxemburg (Stadt)  | Kathedrale unserer lieben Frau (Luxemburg) |      | IV/P    | 100      | |
| 2022 | Mainz              | Mainzer Dom                                |      | IV/P    | 93       | Neue Ostchor-Orgel |
| 2023 | Wien               | Stephansdom                                |      | IV/P    | 130      | neue Riesenorgel, unter Beibehaltung des Prospekts von Johann M. Kauffmann aus 1960 mit Verbindung der Rieger-Orgel aus 1991 im Friedrichs-Schiff (55/IV/P) |
| 2023 | Graz               | Grazer Dom                                 |      | IV/P    | 61       | Kompletterneuerung der Grazer Domorgel |
| 2023 | Helsinki           | Musiikkitalo                               |      | IV/P    | 124      | Inklusive 3 mikrotonalische Register und 1 Glissando-Register. Die Orgel ist die größte Konzertsaalorgel Europas. Das Design wurde von dem österreichischen Künstler und Orgeldesigner Harald Schwarz entwickelt und gemeinsam mit Wendelin Eberle (Fa. Rieger) ausgearbeitet. |
| 2025 | Lenzburg           | Herz-Jesu                                  |      | III/P   | 46       | → Orgel |